# Baljci (Chorwacja)
Baljci – wieś w Chorwacji, w żupanii szybenicko-knińskiej, w gminie Ružić. W 2011 roku liczyła 3 mieszkańców.